# Ajinai
| Mongolische Bezeichnung            | Mongolische Bezeichnung |
| ---------------------------------- | ----------------------- |
| Mongolische Schrift:               | ᠠᠵᠢᠨᠠᠢ                  |
| Transliteration:                   | Aǰinai                  |
| Offizielle Transkription der VRCh: | Ajinai                  |
| Kyrillische Schrift:               | Ажнай                   |
| ISO-Transliteration:               | Ažnaj                   |
| Transkription:                     | Adschnai                |
| Chinesische Bezeichnung            |                         |
| Vereinfacht:                       | 阿基耐                  |
| Pinyin:                            | Ājīnài                  |

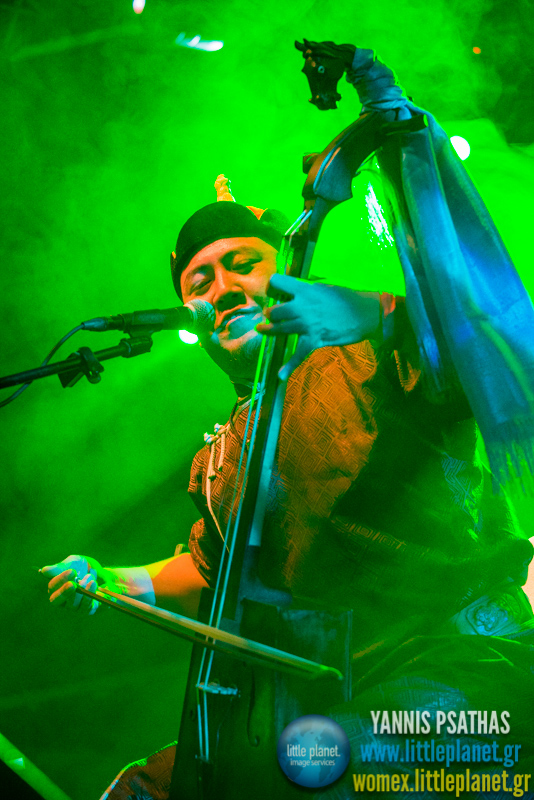
Ajinai. Mit Pferdekopfgeige bei einem Auftritt am 24. Oktober 2014 bei der World Music Expo

Ajinai (»hervorragendes Pferd«) ist eine Musikgruppe aus Peking bzw. aus der Inneren Mongolei (China), die traditionelle mongolische Instrumente wie Morin Chuur sowie traditionelle mongolische Balladen (Urtyn duu) und Obertongesang (chöömii) mit modernen Musikformen verbindet. Die Bandmitglieder sind Hugjiltu 胡格吉乐图 (Gesang/Chöömii, Morin Chuur, Tsuur, Topshuur; ehemals Mitglied von Hanggai), Azi 阿孜 (Gesang / Urtyn duu), Yè Pénggāng 叶鹏罡 (Bass) und Zhāng Yáng 张杨 (Schlagzeug).

## Alben
- Mongolian Folk Music. 2010
- Ajinai. 2011
- Synthesis. 2014